# Шишешть (комуна)
Шишешть, Шишешті (рум. Șișești) — комуна у повіті Марамуреш в Румунії. До складу комуни входять такі села (дані про населення за 2002 рік):
- Бонтеєнь (249 осіб)
- Денешть (615 осіб)
- Негрея (519 осіб)
- Плопіш (522 особи)
- Четецеле (667 осіб)
- Шишешть (1500 осіб) — адміністративний центр комуни
- Шурдешть (1407 осіб)

Комуна розташована на відстані 400 км на північний захід від Бухареста, 10 км на схід від Бая-Маре, 95 км на північ від Клуж-Напоки.

## Населення
За даними перепису населення 2002 року у комуні проживали 5479 осіб.
Національний склад населення комуни:
| Національність | Кількість осіб | Відсоток |
| -------------- | -------------- | -------- |
| румуни         | 5457           | 99,6%    |
| угорці         | 13             | 0,2%     |
| німці          | 5              | 0,1%     |
| українці       | 4              | 0,1%     |

Рідною мовою назвали:
| Мова       | Кількість осіб | Відсоток |
| ---------- | -------------- | -------- |
| румунська  | 5470           | 99,8%    |
| угорська   | 6              | 0,1%     |
| українська | 3              | 0,1%     |

Склад населення комуни за віросповіданням:
| Релігія            | Кількість осіб | Відсоток |
| ------------------ | -------------- | -------- |
| православні        | 3029           | 55,3%    |
| греко-католики     | 2232           | 40,7%    |
| п'ятдесятники      | 139            | 2,5%     |
| римо-католики      | 11             | 0,2%     |
| не релігійні       | 11             | 0,2%     |
| баптисти           | 4              | 0,1%     |
| реформати          | 3              | 0,1%     |
| мусульмани         | 1              | < 0,1%   |
| атеїсти            | 1              | < 0,1%   |
| не вказали релігію | 2              | < 0,1%   |